# Clinocottus recalvus
Clinocottus recalvus är en fiskart som först beskrevs av Arthur White Greeley, 1899.  Clinocottus recalvus ingår i släktet Clinocottus och familjen simpor. Inga underarter finns listade i Catalogue of Life.